# Decreto
Un decreto (dal latino decretum, participio passato di decerno, 'deliberare', 'decidere', a sua volta derivato dalla preposizione de, 'da', e dal verbo cernere, 'separare'), in diritto, è un termine con il quale vengono denominati provvedimenti di vario genere, sovente emanati da organi monocratici. Possono essere atti normativi, provvedimenti amministrativi o provvedimenti giurisdizionali. In particolare, in vari ordinamenti il termine è utilizzato per designare atti aventi forza di legge emanati dal governo. 

## Nel mondo

### Belgio
In Belgio il termine decreto (decreet in fiammingo, décret in francese) designa l'atto normativo emanato dal parlamento di una regione o di una comunità, avente nella gerarchia delle fonti del diritto la stessa forza delle leggi federali. Nella Regione di Bruxelles-Capitale il parlamento (così come l'Assemblea riunita della Commissione comunitaria comune) non adotta decreti ma ordinanze.

### Città del Vaticano
Nel diritto canonico i decreti, da non confondere con i decretali, si distinguono in generali e singolari.
I decreti generali, disciplinati dai can. 29-33 del Codice di diritto canonico, sono atti normativi e, come tali, fonti del diritto canonico. Vi rientrano, tra gli altri, i decreti disciplinari dei concili ecumenici e provinciali, nonché i decreti delle conferenze episcopali, tutti con valore di legge. 
Vi rientrano, altresì, i decreti generali esecutivi, con i quali l'autorità esecutiva emana disposizioni di dettaglio per l'attuazione della legge o ne sollecita l'osservanza, similmente ai regolamenti di esecuzione degli ordinamenti statali; come questi, non possono derogare alle leggi né contenere disposizioni ad esse contrarie. Essi cessano di avere validità quando cessa la legge ovvero per revoca esplicita od implicita da parte dell'autorità ecclesiastica competente (can. 33 §§1, 2). Come le istruzioni, sono promulgati da chi esercita la potestà esecutiva (congregazione, vicario generale o vicario episcopale).
I decreti singolari, disciplinati dai can. 48-58 del Codice di diritto canonico, sono, invece, atti amministrativi in quanto con essi l'autorità esecutiva, secondo le norme del diritto, decide su un caso particolare (decisio) o fa una provvisione (provisio), ossia conferisce un ufficio o beneficio ecclesiastico. Si distinguono dai rescritti perché, a differenza di questi, non presuppongono una richiesta (petizione).

### Francia
In Francia il decreto (décret) è un regolamento o provvedimento amministrativo adottato dal Presidente della Repubblica o dal Primo Ministro, in certi casi previo parere del Consiglio di Stato. Nella gerarchia delle fonti del diritto è subordinato alla legge ma superiore all'arrêté, regolamento o provvedimento amministrativo emanato da ministri, prefetti, sindaci e altre autorità amministrative.
Nella Quinta Repubblica non si usa invece più il termine decreto-legge ma ordinanza (ordonnance) per gli atti aventi forza di legge. Va tuttavia tenuto presente che, ai sensi dell'art. 37 della Costituzione del 1958, al di fuori delle materie riservate alla legge, i regolamenti emanati con decreto, sentito il Consiglio di Stato, possono modificare, derogare e abrogare le disposizioni di legge ordinaria.
Un decreto del Consiglio dei Ministri può essere emanato in forza dell'articolo 13 della Costituzione, di una legge organica, ovvero secondo la consuetudine, data la natura o l'importanza dell'oggetto del decreto, anche se paradossalmente nessun testo lo prevede esplicitamente. L'art.19 stabilisce le materie che sono prerogative esclusive del Presidente della Repubblica e quelle che invece richiedono la controfirma del Presidente del Consiglio o di membri del governo. 
L'esercizio di altri poteri non prevede la controfirma, ma necessita del parere di una o più autorità: l'esercizio dei poteri eccezionali per trenta giorni (art. 16), la decisione di sciogliere l'Assemblea Nazionale, la decisione di ricorrere al referendum che può essere presa solo su proposta del governo.

### Iran

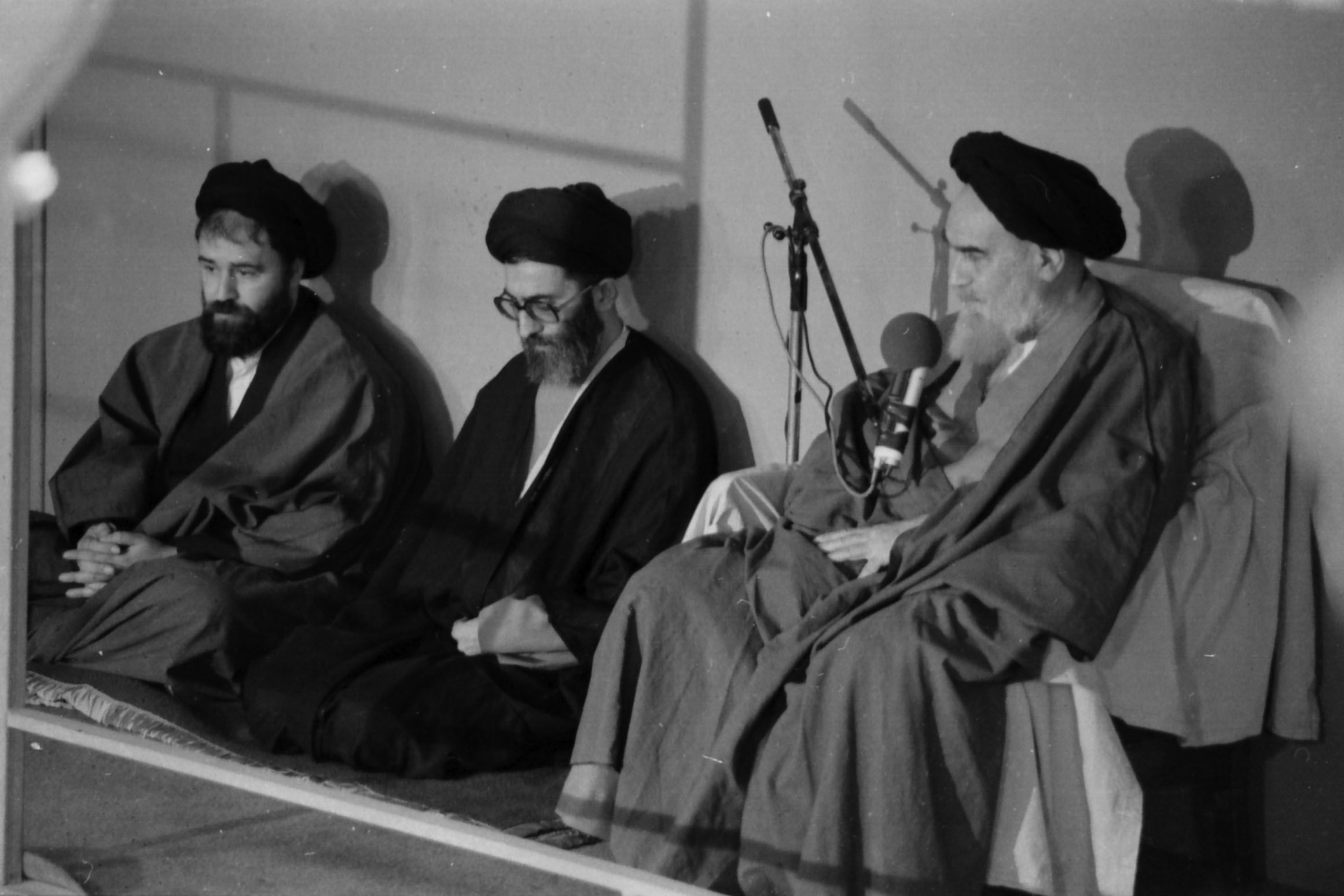
La Guida Suprema Ruhollah Khomeyni, firma il decreto presidenziale di Ali Khamenei il 9 ottobre 1981 a Teheran

Secondo l'articolo 110 della Costituzione dell'Iran, la Guida Suprema delinea le politiche generali della Repubblica Islamica.

### Italia
Nell'ordinamento giuridico italiano si possono distinguere i decreti aventi forza di legge, i decreti emanati dall'autorità amministrativa e i decreti del giudice. Possono essere atti aventi forza di legge (decreto legge), atti avente valore regolamentare (Decreto del Presidente della Repubblica) o atti emessi dall'autorità giudiziaria italiana (decreto del giudice).

### Russia
Dopo la Rivoluzione russa, un proclama governativo di ampio significato veniva chiamato "decreto" (декрет dekret); un proclama più specifico veniva chiamato указ ukaz. Entrambi i termini vengono solitamente tradotti come "decreto".
Secondo la Costituzione della Federazione Russa del 1993, un ukaz è un decreto presidenziale. Un ukaz ha forza di legge, ma non può modificare la costituzione russa o le disposizioni delle leggi vigenti e può essere sostituito da leggi approvate dall'Assemblea federale.
Il governo russo può anche emanare decreti formalmente denominati Decisioni (Постановления Postanovleniya) o Ordini (Распоряжения Rasporyazheniya) e non possono contraddire la costituzione/leggi o i decreti presidenziali.

### Spagna
In Spagna il decreto reale (real decreto) è un regolamento o provvedimento amministrativo deliberato dal consiglio dei ministri ed emanato dal re. Nella gerarchia delle fonti del diritto è subordinato alla legge ma superiore all'ordine ministeriale (orden ministerial), regolamento o provvedimento amministrativo emanato da un singolo ministro.
Sono inoltre emanati con decreto reale gli atti aventi forza di legge: il real decreto legislativo, previa delegazione delle Cortes Generales ai sensi dell'art. 82 della Costituzione, e il real decreto ley, in caso di straordinaria e urgente necessità ai sensi dell'art. 86 della Costituzione, che ne richiede la convalida nei successivi trenta giorni da parte del Congresso dei Deputati.

### Stati Uniti
Nell'uso giuridico statunitense, durante il XIX e l'inizio del XX secolo, un decreto era un ordine di una corte di equità che determinava i diritti delle parti in una causa, secondo equità e buona coscienza. Dalla fusione procedurale del 1938 tra diritto ed equità nelle corti federali ai sensi delle Norme federali di procedura civile, il termine verdetto (il termine parallelo nel common law) ha generalmente sostituito decreto. Ciò è ora vero anche nella maggior parte delle corti statali. Il termine decreto è ampiamente considerato sinonimo di verdetto. 
Un decreto è spesso una decisione definitiva, ma esistono anche decreti interlocutori. Un decreto finale risolve in modo completo e definitivo l'intera controversia, definendo tutte le questioni sollevate dal caso e non lasciando nulla che richieda ulteriori azioni giudiziarie; è anche impugnabile. Un decreto interlocutorio è un'ordinanza provvisoria o preliminare che determina questioni di fatto o di diritto prima di un decreto finale, ma lascia altre questioni da risolvere e quindi non risolve la controversia. Di solito non è impugnabile, sebbene le ingiunzioni preliminari dei tribunali federali siano impugnabili anche se interlocutorie. 
Gli ordini esecutivi, ovvero le istruzioni impartite dal presidente al potere esecutivo, sono decreti in senso generale, in quanto hanno forza di legge, sebbene non possano prevalere sulla legge statutaria o sulla costituzione e siano soggetti a revisione giudiziaria. Anche i governatori dei singoli stati possono emettere ordini esecutivi statali.